# Colonia las Margaritas
Colonia las Margaritas är en ort i Mexiko.   Den ligger i kommunen Córdoba och delstaten Veracruz, i den sydöstra delen av landet, 230 km öster om huvudstaden Mexico City. Colonia las Margaritas ligger 1 049 meter över havet och antalet invånare är 191.
Terrängen runt Colonia las Margaritas är huvudsakligen kuperad, men den allra närmaste omgivningen är platt. Runt Colonia las Margaritas är det tätbefolkat, med 550 invånare per kvadratkilometer. Närmaste större samhälle är Córdoba, 7,7 km sydost om Colonia las Margaritas. Trakten runt Colonia las Margaritas består till största delen av jordbruksmark.